# Franz Xaver Zippe
Franz Xaver Maximilian Zippe (v české literatuře František Xaver Maxmilián Zippe; 15. ledna 1791 Dolní Falknov, dnešní Kytlice – 22. února 1863 Vídeň) byl profesor Polytechnického ústavu, geolog, mineralog, kustod Národního muzea v Praze. Stal se zakladatelem vědecké mineralogie a geologie v českých zemích.

## Život
Franz Xaver Zippe se narodil v Dolním Falknově (dnešní Kytlice na Děčínsku), jako syn řezníka a hostinského. Po absolvování základní školy ve svém rodišti odešel do Drážďan, kde vystudoval gymnázium. Odešel do Prahy, kde od roku 1807 studoval filosofii a medicínu a posléze od roku 1814 chemii na Polytechnickém ústavu. V roce 1822 zde začal přednášet geologii.

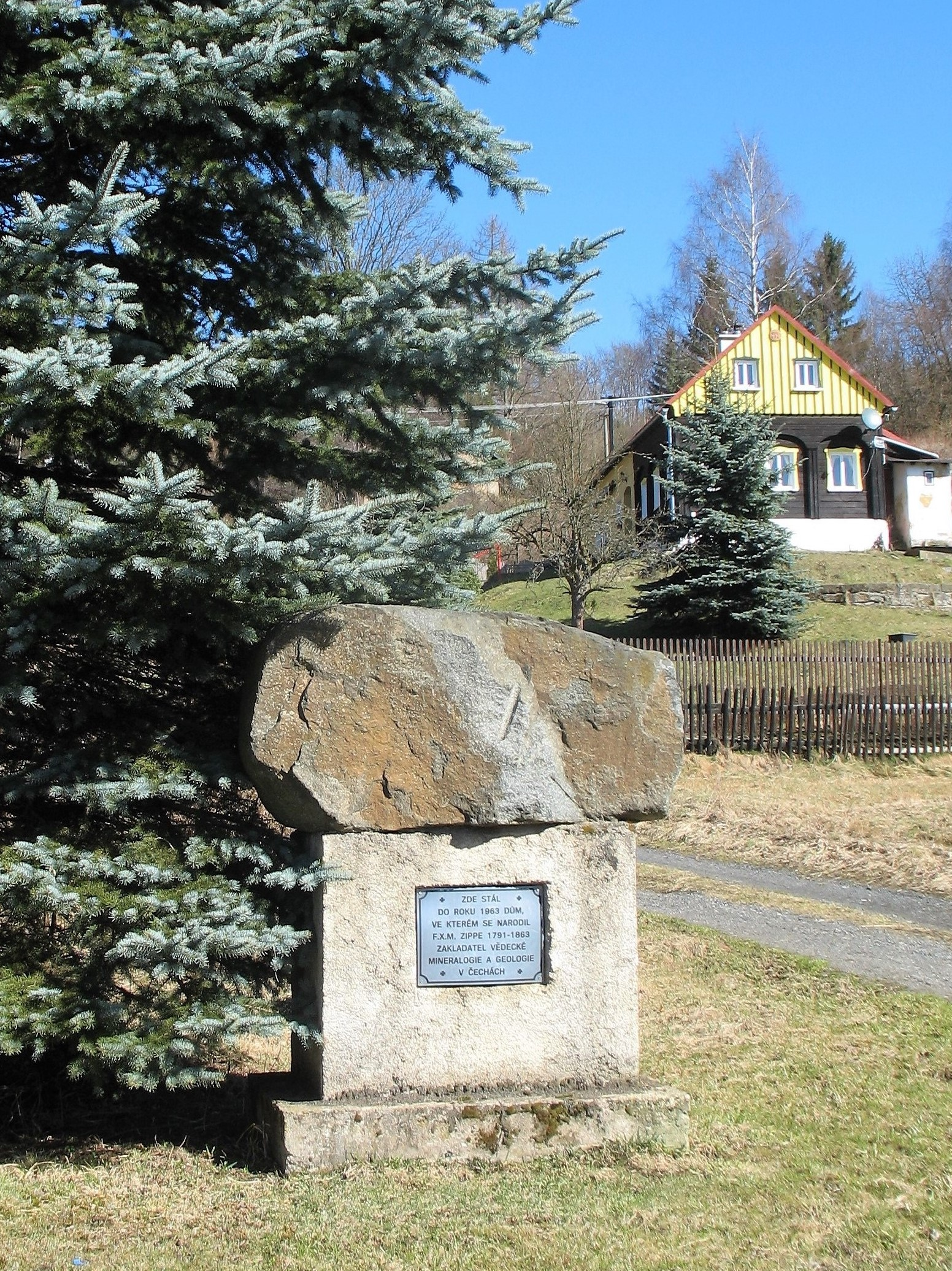
Pomník v místě, kde v Kytlici stával Zippeho rodný dům

F. X. M. Zippe působil už od roku 1824 jako správce (kustod) v mineralogických sbírkách Českého muzea (pozdějšího Národního muzea) v Praze a byl jeho prvním zaměstnancem. Zde spolupracoval s Kašparem Šternberkem. V muzeu uspořádal sbírku minerálů, v té době jednu z největších sbírek v Evropě. Zahrnul do ní i kolem 2500 kusů minerálů, které sbíral už od dětství při svých cestách po Čechách a dalších zemích Evropy i Ameriky. Tato sbírka se nachází v muzeu dodnes. Muzeu daroval i vlastní knihovnu. Vytvořil i 3000 krystalových modelů ze sádry.
Díky tomu, že pěší chůzí procestoval Čechy, nasbíral a zdokumentoval mnoho v té době známých českých nalezišť minerálů. Nalezl i dva do té doby neznámé minerály, květ uranový z Jáchymovska nazvaný zippeit a allemontit z Příbramska. Svými vědeckými pracemi podnítil i těžbu uhlí v oblasti Kladenska.
Roku 1835 byl na pražském technickém učilišti jmenován profesorem přírodopisu a zbožíznalství. Stal se členem Vídeňské akademie věd. Stál při vytvoření Báňské akademie v Příbrami, kde působil jako ředitel ústavu. Roku 1850 odešel do Vídně, kde se stal členem Císařské akademie věd a působil zde jako profesor mineralogie až do své smrti. Ve Vídni založil nadace na podporu nadaných a chudých studentů. Zde také zemřel a je pohřben na hřbitově St. Marxer.
Je také autorem několika učebnic přírodopisu, včetně jedné z prvních do češtiny přeložených učebnic předepsaných Rakousko-Uherským Ministerstvem kultury a školství (v té době určené pro nižší reálné školy), jejíž oficiální český překlad vytvořil pražský učitel, geolog a později i poslanec Českého zemského sněmu Jan Krejčí. Ta byla oproti těm dnešním více encyklopedického charakteru a dle svého úvodu seznamovala žáky s přírodninami "v rozsáhlých krajinách Rakouského mocnářství".

## Dílo
- Dějiny kovů (v or. Geschichte der Metalle) (1857)
- První geologická mapa Čech (v or. Geognostische Karte des Königsreichs Böhmen) (1832)
- Učebnice pro školy (Lehrbuch der Mineralogie mit naturhistorischer Grundlage, Lehrbuch der Naturgeschichte für Unterrealschulen, Lehrbuch der Naturgeschichte und Geognosie: Für Realschulen a další)

## Odkazy

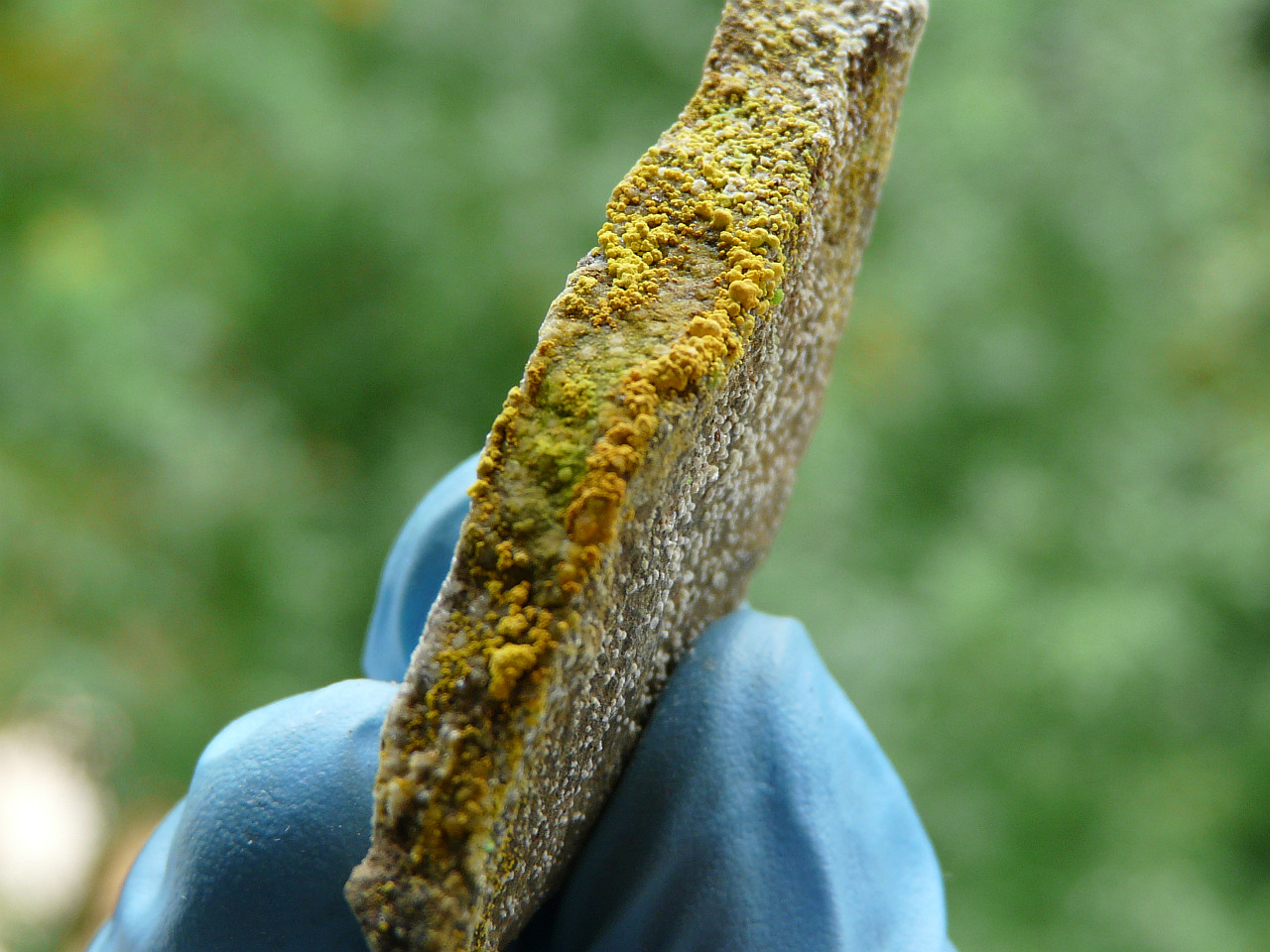
Minerály zippeit (žlutý) a johannit z dolu Svornost v Jáchymově